# Gomphrena affinis
Gomphrena affinis là loài thực vật có hoa thuộc họ Dền. Loài này được F.Muell. ex Benth. mô tả khoa học đầu tiên năm 1870.